# Larrea ameghinoi
Larrea ameghinoi är en pockenholtsväxtart som beskrevs av Carlos Luis Spegazzini. Larrea ameghinoi ingår i släktet Larrea och familjen pockenholtsväxter. Inga underarter finns listade i Catalogue of Life.